# Justicia tobagensis
Justicia tobagensis é uma espécie de planta da família Acanthaceae, que é endémica de Trinidad e Tobago. A espécie é conhecida apenas a partir de duas áreas no Cume Principal e em Tobago. Ela foi descrita pela primeira vez como Drejerella tobagensis pelo botânico alemão Ignatz Urban, em sua Symbolae Antillanae, com base em uma colecção feita pelo botânico dinamarquês Henrik von Eggers
Em 1995, o botânico Americano Dieter C. Wasshausen propôs uma nova combinação, Justicia tobagensis, o que reflecte a visão predominante de que o género Drejerella é na verdade uma parte do género Justicia.